# TIAB
TIAB (titanum-argentum-benzoicum) – kompleks zbudowany z rdzenia nanocząstek dwutlenku tytanu, pokrytego chlorkiem benzalkoniowym wiążącym jony srebra Ag+ wiązaniami kowalencyjnymi. Stosowany jest do leczenia ran. Trwałe związanie jonów Ag+ uniemożliwia ich niepożądane rozprzestrzenianie się poza miejscem aplikacji, a jednocześnie zapobiega ich redukcji do nieaktywnego metalicznego srebra.
Preparat ma właściwości lecznicze dla wielu schorzeń skóry i błon śluzowych wywołanych infekcją. Wykorzystywany jest w medycynie w produktach stomatologicznych, ginekologicznych i dermatologii. Wykazuje aktywności w stosunku do wielu wirusów: grypy (A/H1N1), polio, cytomegalii, ospy, półpaśca, HIV, zapalenia wątroby typu A, B i E, różyczki, opryszczki (HSV1 i 2), enterowirusów, rinowirusów, astrowirusów i koronawirusów.